# Ticking Clock
Ticking Clock (Brasil: Lutando Contra o Tempo / Portugal: Estranhas Revelações) é um filme de ação estadunidense de 2011 dirigido por Ernie Barbarash, e estrelado por Cuba Gooding, Jr. e Neal McDonough. O filme foi lançado diretamente em DVD nos Estados Unidos em 4 de janeiro de 2011. Este é o segundo filme entre Cuba Gooding, Jr. e Ernie Barbarash, eles ambos anteriormente fizeram em 2009 Hardwired.

## Sinopse
Lewis Hicks, um jornalista especializado em homicídios brutais para as páginas policiais, que encontra o corpo mutilado da sua nova namorada e um diário com uma lista das futuras vítimas do assassino, passando a buscar uma maneira de impedir os assassinatos antes que eles ocorram.

## Elenco
- Cuba Gooding, Jr. como Lewis Hicks
- Neal McDonough como Keech
- Nicki Aycox como Polly
- Austin Abrams como James
- Yancey Arias como Detetive Ed Beker
- Dane Rhodes como Detetive Gordon
- Danielle Nicolet como Gina Hicks
- Adrianne Frost como Vicki Ihrling
- Edrick Browne como Detetive Maddox
- Veronica Berry como Felicia Carson
- Shanna Forrestall como Kayla Pierce
- James DuMont como Guarda do Zoo
- Angelena Swords Brocato como Shelly
- Ross Britz como Policial recruta
- Michael Dardant como Mágico

## Produção
Ele é definido e filmado em Baton Rouge, Louisiana entre 7 fevereiro e 1 de abril de 2010.

## Recepção
Ticking Clock recebeu críticas mistas dos críticos. News Blaze revisa positivamente o filme. Dread Central rodou o filme, dizendo que era "bastante duvidoso um thriller de serial killer com alguns momentos dignos e intrigante, mas conceito de outra forma subdesenvolvido atrás do modus operandi de seu assassino; o insultante fim me deixou desejando que eu poderia ter virado o relógio para trás e obtido esses 100 minutos de volta". DVD Talk também revisou negativamente o filme, escrevendo "Uma vez que você aceite que você pode prever exatamente onde o filme se passa, o processo ainda está assistível, mas bem menos emocionante".

## Home media
DVD foi lançado na Região 1 nos Estados Unidos em 4 de janeiro de 2011, e a Região 2 no Reino Unido em 10 de janeiro de 2011, e foi distribuído pela Sony Pictures Home Entertainment.